# Llista de topònims de Sant Martí Vell
Llista de topònims (noms propis de lloc) del municipi de Sant Martí Vell, al Gironès
Informació actualitzada per un bot. Els canvis manuals es perdran quan s'actualitzi!

## curs d'aigua
| imatge | Nom                   | Ubicat a                                                                           | instància de | Detalls         | coordenades | Protecció | Commons (més fotos) | Dades a WD                    |
| ------ | --------------------- | ---------------------------------------------------------------------------------- | ------------ | --------------- | --- | --------- | ------------------- | ----------------------------- |
|        | Rissec                | Quart Sant Martí Vell Madremanya Cruïlles, Monells i Sant Sadurní de l'Heura Corçà | curs d'aigua | Desemboca: Daró | 41° 58′ 27″ N, 2° 53′ 43″ E / 41.974268°N,2.89536°E 41° 59′ 22″ N, 3° 02′ 32″ E / 41.989416°N,3.042146°E                    |           | Rissec              | Modifica les dades a Wikidata |
|        | riera de les Fontanes | Sant Joan de Mollet Sant Martí Vell                                                | curs d'aigua | Desemboca: Ter  | 42° 01′ 27″ N, 2° 56′ 29″ E / 42.024123°N,2.941352°E 42° 03′ 13″ N, 2° 56′ 22″ E / 42.05361111111111°N,2.9394444444444443°E |           |                     | Modifica les dades a Wikidata |

## entitat singular de població
| imatge | Nom                | Ubicat a        | instància de                                                                   | Detalls | coordenades                                                                | Protecció | Commons (més fotos) | Dades a WD                    |
| ------ | ------------------ | --------------- | ------------------------------------------------------------------------------ | ------- | -------------------------------------------------------------------------- | --------- | ------------------- | ----------------------------- |
|        | Barri dels Àngels  | Sant Martí Vell | entitat singular de població                                                   | 9 hab   | 41° 59′ 01″ N, 2° 54′ 36″ E / 41.983534°N,2.909952°E 475 msnm              |           |                     | Modifica les dades a Wikidata |
|        | Mont-Rodon         | Sant Martí Vell | entitat singular de població                                                   | 8 hab   | 42° 00′ 20″ N, 2° 56′ 01″ E / 42.005608°N,2.933568°E 157 msnm              |           |                     | Modifica les dades a Wikidata |
|        | Sant Martí Vell    | Sant Martí Vell | entitat singular de població ens local històric de Catalunya capital municipal | 70 hab  | 42° 01′ 12″ N, 2° 55′ 48″ E / 42.02011748°N,2.93006254°E 70 msnm           |           |                     | Modifica les dades a Wikidata |
|        | barri de l'Estació | Sant Martí Vell | entitat singular de població                                                   | 89 hab  | 42° 02′ 17″ N, 2° 55′ 07″ E / 42.0381483027131°N,2.91867643817°E 48 msnm   |           |                     | Modifica les dades a Wikidata |
|        | el Mercadal        | Sant Martí Vell | entitat singular de població                                                   | 20 hab  | 42° 01′ 19″ N, 2° 55′ 54″ E / 42.0219°N,2.93167°E 107 msnm                 |           |                     | Modifica les dades a Wikidata |
|        | el Puig            | Sant Martí Vell | entitat singular de població                                                   | 23 hab  | 42° 01′ 14″ N, 2° 56′ 06″ E / 42.020426°N,2.935001°E 78 msnm               |           |                     | Modifica les dades a Wikidata |
|        | la Vilosa          | Sant Martí Vell | entitat singular de població                                                   | 43 hab  | 42° 00′ 56″ N, 2° 56′ 45″ E / 42.015498775907°N,2.9457322850262°E 100 msnm |           |                     | Modifica les dades a Wikidata |

## església
| imatge | Nom                         | Ubicat a        | instància de      | Detalls                                         | coordenades                                                               | Protecció                                  | Commons (més fotos)                    | Dades a WD                    |
| ------ | --------------------------- | --------------- | ----------------- | ----------------------------------------------- | ------------------------------------------------------------------------- | ------------------------------------------ | -------------------------------------- | ----------------------------- |
|        | Santuari dels Àngels        | Sant Martí Vell | església santuari | Estil: neoclassicisme                           | 41° 59′ 06″ N, 2° 54′ 30″ E / 41.985°N,2.90833°E 488 msnm                 | bé integrant del patrimoni cultural català | Santuari de la Mare de Déu dels Àngels | Modifica les dades a Wikidata |
|        | església de Sant Martí Vell | Sant Martí Vell | església          | Estil: gòtic tardà arquitectura del Renaixement | 42° 01′ 11″ N, 2° 55′ 51″ E / 42.019658333333°N,2.9308611111111°E 82 msnm | bé integrant del patrimoni cultural català | Església de Sant Martí Vell            | Modifica les dades a Wikidata |

## masia
| imatge | Nom            | Ubicat a        | instància de | Detalls | coordenades                                                                  | Protecció | Commons (més fotos)        | Dades a WD                    |
| ------ | -------------- | --------------- | ------------ | ------- | ---------------------------------------------------------------------------- | --------- | -------------------------- | ----------------------------- |
|        | Ca n'Agustí    | Sant Martí Vell | masia        |         | 42° 01′ 39″ N, 2° 55′ 42″ E / 42.0273829072983°N,2.92846280251771°E          |           |                            | Modifica les dades a Wikidata |
|        | Ca n'Estiu     | Sant Martí Vell | masia        |         | 42° 00′ 24″ N, 2° 56′ 29″ E / 42.0066839291643°N,2.9413106955638°E           |           |                            | Modifica les dades a Wikidata |
|        | Can Banyes     | Sant Martí Vell | masia        |         | 42° 00′ 52″ N, 2° 56′ 43″ E / 42.0145036842246°N,2.94532530360654°E          |           |                            | Modifica les dades a Wikidata |
|        | Can Boada      | Sant Martí Vell | masia        |         | 42° 00′ 25″ N, 2° 55′ 49″ E / 42.0069749309181°N,2.93020046852773°E          |           |                            | Modifica les dades a Wikidata |
|        | Can Bonet      | Sant Martí Vell | masia        |         | 42° 01′ 07″ N, 2° 55′ 38″ E / 42.0185645479599°N,2.9270836896885°E           |           |                            | Modifica les dades a Wikidata |
|        | Can Bonic      | Sant Martí Vell | masia        |         | 42° 01′ 50″ N, 2° 55′ 58″ E / 42.0306638584146°N,2.93266314677464°E          |           |                            | Modifica les dades a Wikidata |
|        | Can Carbassa   | Sant Martí Vell | masia        |         | 42° 01′ 22″ N, 2° 55′ 47″ E / 42.022844353601°N,2.9297361899471°E            |           |                            | Modifica les dades a Wikidata |
|        | Can Castellet  | Sant Martí Vell | masia        |         | 42° 00′ 59″ N, 2° 56′ 05″ E / 42.016488624326°N,2.9347434132244°E            |           |                            | Modifica les dades a Wikidata |
|        | Can Cavaller   | Sant Martí Vell | masia        |         | 42° 01′ 35″ N, 2° 55′ 40″ E / 42.0264998731082°N,2.92784772588737°E          |           |                            | Modifica les dades a Wikidata |
|        | Can Claveguera | Sant Martí Vell | masia        |         | 42° 02′ 11″ N, 2° 55′ 30″ E / 42.036315243322°N,2.92497328645305°E           |           |                            | Modifica les dades a Wikidata |
|        | Can Costa      | Sant Martí Vell | masia        |         | 42° 01′ 10″ N, 2° 56′ 39″ E / 42.019465818183°N,2.94423399661433°E           |           |                            | Modifica les dades a Wikidata |
|        | Can Feixes     | Sant Martí Vell | masia        |         | 42° 01′ 19″ N, 2° 56′ 00″ E / 42.0218827353629°N,2.93324011901244°E          |           |                            | Modifica les dades a Wikidata |
|        | Can Ginesta    | Sant Martí Vell | masia        |         | 42° 01′ 00″ N, 2° 56′ 45″ E / 42.016635°N,2.945729°E 113 msnm                |           |                            | Modifica les dades a Wikidata |
|        | Can Jepetó     | Sant Martí Vell | masia        |         | 42° 00′ 35″ N, 2° 56′ 35″ E / 42.0096929903061°N,2.94297449462352°E          |           |                            | Modifica les dades a Wikidata |
|        | Can Llac       | Sant Martí Vell | masia        |         | 41° 58′ 45″ N, 2° 54′ 53″ E / 41.9791338582511°N,2.91474406795188°E 356 msnm |           | Can Llac (Sant Martí Vell) | Modifica les dades a Wikidata |
|        | Can Mansac     | Sant Martí Vell | masia        |         | 42° 00′ 55″ N, 2° 56′ 53″ E / 42.0152975689873°N,2.94812663093316°E          |           |                            | Modifica les dades a Wikidata |
|        | Can Martillac  | Sant Martí Vell | masia        |         | 42° 01′ 28″ N, 2° 56′ 27″ E / 42.024502935712°N,2.9408929306541°E            |           |                            | Modifica les dades a Wikidata |
|        | Can Noves      | Sant Martí Vell | masia        |         | 42° 00′ 40″ N, 2° 55′ 05″ E / 42.010979006186°N,2.9179597508838°E            |           |                            | Modifica les dades a Wikidata |
|        | Can Pau Fuster | Sant Martí Vell | masia        |         | 42° 00′ 56″ N, 2° 56′ 39″ E / 42.0155749221325°N,2.9441770074538°E           |           |                            | Modifica les dades a Wikidata |
|        | Can Peirassa   | Sant Martí Vell | masia        |         | 42° 00′ 53″ N, 2° 57′ 06″ E / 42.0146866518452°N,2.95164168045549°E          |           |                            | Modifica les dades a Wikidata |
|        | Can Peixet     | Sant Martí Vell | masia        |         | 42° 02′ 14″ N, 2° 55′ 04″ E / 42.0371390217827°N,2.91791657460089°E          |           |                            | Modifica les dades a Wikidata |
|        | Can Pet        | Sant Martí Vell | masia        |         | 42° 01′ 05″ N, 2° 56′ 13″ E / 42.018057060465°N,2.93703665624358°E           |           |                            | Modifica les dades a Wikidata |
|        | Can Rajoler    | Sant Martí Vell | masia        |         | 42° 01′ 38″ N, 2° 55′ 40″ E / 42.027234°N,2.927737°E 62 msnm                 |           |                            | Modifica les dades a Wikidata |
|        | Can Ramell     | Sant Martí Vell | masia        |         | 42° 00′ 59″ N, 2° 56′ 42″ E / 42.0165210734227°N,2.94511825226091°E          |           |                            | Modifica les dades a Wikidata |
|        | Can Rata       | Sant Martí Vell | masia        |         | 41° 59′ 40″ N, 2° 54′ 58″ E / 41.9943561504784°N,2.91608807903928°E          |           |                            | Modifica les dades a Wikidata |
|        | Can Sala       | Sant Martí Vell | masia        |         | 42° 00′ 55″ N, 2° 56′ 47″ E / 42.0152787622375°N,2.94639954741111°E          |           |                            | Modifica les dades a Wikidata |
|        | Can Saló       | Sant Martí Vell | masia        |         | 42° 00′ 55″ N, 2° 56′ 43″ E / 42.0153142990909°N,2.94536084219095°E          |           |                            | Modifica les dades a Wikidata |
|        | Can Selvatà    | Sant Martí Vell | masia        |         | 42° 01′ 02″ N, 2° 55′ 41″ E / 42.0171240661901°N,2.92800326036801°E          |           |                            | Modifica les dades a Wikidata |
|        | Can Sic        | Sant Martí Vell | masia        |         | 42° 00′ 54″ N, 2° 56′ 46″ E / 42.0149993979936°N,2.94606161026855°E          |           |                            | Modifica les dades a Wikidata |
|        | Can Terrers    | Sant Martí Vell | masia        |         | 42° 01′ 38″ N, 2° 55′ 36″ E / 42.0272196523169°N,2.92666308440625°E          |           |                            | Modifica les dades a Wikidata |
|        | Can Torres     | Sant Martí Vell | masia        |         | 42° 00′ 16″ N, 2° 56′ 14″ E / 42.004321993495°N,2.93717095558183°E           |           |                            | Modifica les dades a Wikidata |
|        | Can Valldemia  | Sant Martí Vell | masia        |         | 41° 59′ 37″ N, 2° 55′ 16″ E / 41.9935040202837°N,2.92102725809482°E          |           |                            | Modifica les dades a Wikidata |
|        | Can Xana       | Sant Martí Vell | masia        |         | 42° 00′ 54″ N, 2° 55′ 55″ E / 42.0151359228606°N,2.93180994248262°E          |           |                            | Modifica les dades a Wikidata |
|        | Mas Banyes     | Sant Martí Vell | masia        |         | 42° 01′ 37″ N, 2° 57′ 06″ E / 42.0269536689997°N,2.95159614550518°E          |           |                            | Modifica les dades a Wikidata |
|        | Mas Climent    | Sant Martí Vell | masia        |         | 42° 00′ 30″ N, 2° 55′ 52″ E / 42.008285763909°N,2.9312470047117°E            |           |                            | Modifica les dades a Wikidata |
|        | Mas Ferrer     | Sant Martí Vell | masia        |         | 42° 01′ 24″ N, 2° 55′ 47″ E / 42.023294633043°N,2.92965114027564°E           |           |                            | Modifica les dades a Wikidata |
|        | Mas Santpol    | Sant Martí Vell | masia        |         | 42° 00′ 37″ N, 2° 56′ 21″ E / 42.0102854761833°N,2.93916981461951°E          |           |                            | Modifica les dades a Wikidata |

## molí d'aigua
| imatge | Nom            | Ubicat a        | instància de | Detalls                     | coordenades                                                         | Protecció                                  | Commons (més fotos) | Dades a WD                    |
| ------ | -------------- | --------------- | ------------ | --------------------------- | ------------------------------------------------------------------- | ------------------------------------------ | ------------------- | ----------------------------- |
|        | Molí Can Llac  | Sant Martí Vell | molí d'aigua | Estil: arquitectura popular |                                                                     | bé integrant del patrimoni cultural català |                     | Modifica les dades a Wikidata |
|        | Molí Vilosa    | Sant Martí Vell | molí d'aigua | Estil: arquitectura popular |                                                                     | bé integrant del patrimoni cultural català |                     | Modifica les dades a Wikidata |
|        | Molí d'en Sala | Sant Martí Vell | molí d'aigua |                             | 42° 00′ 50″ N, 2° 56′ 37″ E / 42.0137913536273°N,2.94365924178923°E |                                            |                     | Modifica les dades a Wikidata |

## muntanya
| imatge | Nom                  | Ubicat a                   | instància de | Detalls | coordenades                                                            | Protecció | Commons (més fotos)  | Dades a WD                    |
| ------ | -------------------- | -------------------------- | ------------ | ------- | ---------------------------------------------------------------------- | --------- | -------------------- | ----------------------------- |
|        | Mont-rodon           | Sant Martí Vell            | muntanya     |         | 42° 00′ 19″ N, 2° 56′ 01″ E / 42.0054°N,2.93352°E 190.5 msnm           |           |                      | Modifica les dades a Wikidata |
|        | Muntanya dels Àngels | Juià Sant Martí Vell Quart | muntanya     |         | 41° 59′ 05″ N, 2° 54′ 31″ E / 41.9848033724°N,2.90862814766°E 483 msnm |           | Muntanya dels Àngels | Modifica les dades a Wikidata |
|        | Puig Redó            | Sant Martí Vell            | muntanya     |         | 41° 59′ 01″ N, 2° 55′ 11″ E / 41.98366083°N,2.91965°E 475.2 msnm       |           |                      | Modifica les dades a Wikidata |
|        | Puig d'en Llac       | Madremanya Sant Martí Vell | muntanya     |         | 41° 58′ 54″ N, 2° 55′ 35″ E / 41.9816°N,2.92651°E 418.9 msnm           |           |                      | Modifica les dades a Wikidata |
|        | Puig d'en Perona     | Sant Martí Vell            | muntanya     |         | 41° 59′ 47″ N, 2° 55′ 42″ E / 41.9965°N,2.9284°E 286.6 msnm            |           |                      | Modifica les dades a Wikidata |
|        | Puig de la Rabassada | Sant Martí Vell            | muntanya     |         | 42° 00′ 39″ N, 2° 55′ 57″ E / 42.01085833°N,2.93245278°E 162.9 msnm    |           |                      | Modifica les dades a Wikidata |
|        | puig Torrat          | Juià Sant Martí Vell       | muntanya     |         | 42° 01′ 48″ N, 2° 55′ 20″ E / 42.02996944°N,2.92212778°E 106.3 msnm    |           |                      | Modifica les dades a Wikidata |

## Misc
| imatge | Nom                                  | Ubicat a                | instància de      | Detalls | coordenades                                                         | Protecció | Commons (més fotos) | Dades a WD                    |
| ------ | ------------------------------------ | ----------------------- | ----------------- | ------- | ------------------------------------------------------------------- | --------- | ------------------- | ----------------------------- |
|        | Mare de Déu dels Àngels              | Sant Martí Vell         | vèrtex geodèsic   |         | 41° 59′ 04″ N, 2° 54′ 33″ E / 41.98432°N,2.909208°E 485.141 msnm    |           |                     | Modifica les dades a Wikidata |
|        | Pont de la Riera de Sant Martí Vell  | Sant Martí Vell         | pont              |         | 42° 02′ 25″ N, 2° 55′ 36″ E / 42.0402611577525°N,2.92655143183884°E |           |                     | Modifica les dades a Wikidata |
|        | casa consistorial de Sant Martí Vell | Sant Martí Vell         | casa consistorial |         | 42° 01′ 11″ N, 2° 55′ 50″ E / 42.0196586°N,2.9305332°E              |           |                     | Modifica les dades a Wikidata |
|        | la Pedra Blanca                      | la Pera Sant Martí Vell | serra             |         | 42° 01′ 18″ N, 2° 57′ 16″ E / 42.02158333°N,2.95453056°E 167.3 msnm |           |                     | Modifica les dades a Wikidata |